# Sehr blaue Augen
Sehr blaue Augen ist der Titel des 1970 publizierten ersten Romans der amerikanischen Literaturnobelpreisträgerin Toni Morrison. Die Originalausgabe The Bluest Eye erschien 1970 in New York. Die deutschen Übersetzungen von Susanna Rademacher und Tanja Handels wurden 1979 bzw. 2023 veröffentlicht. Die Autorin thematisiert am Beispiel der elfjährigen Pecola Breedloves und ihrer schwarzen Familie die Orientierung am Wertesystem der Weißen bis zur Verinnerlichung und die daraus entstehenden Folgen für das Lebensgefühl der Zweitklassigkeit.

## Überblick
Die Geschichte Pecolas und ihrer Eltern wird aus verschiedenen Perspektiven erzählt, so dass im Laufe des Romans ein Mosaikbild ihres tragischen Schicksals und ihrer Umwelt entsteht. Die meisten Personen gehören zum schwarzen Milieu. Weiße treten nur am Rand auf, v. a. als Arbeitgeber, und greifen nicht direkt in die Handlung ein, doch bestimmen ihre gesellschaftlichen Positionen und Maßstäbe die Sozialisation und das Selbstwertgefühl der Menschen. Die einjährige Rahmenhandlung spielt 1940/41 in der Stadt Lorain im Bundesstaat Ohio und wird in den Etappen der vier Jahreszeiten aus der kindlichen Sicht der neunjährigen Claudia Mac Teer vorgetragen. Im Wechsel dazu eingeblendet sind Kapitel mit Überschriften der Leselern-Fibel „Dick und Jane“, die im ironischen Kontrast zum folgenden Inhalt das jeweilige Thema (Haus, Familie Freundin usw.) angeben. Darin trägt ein auktorialer Erzähler die Vorgeschichten der Familie Breedlove, anderer schwarzer Personen (Geraldine) und eines multiethnischen Einwanderers aus der Karibik (Micah Elihue Whitcomb) vor, alles Personen mit Entwicklungsstörungen, die zu Pecolas Katastrophe beitragen.

## Inhalt
Der Handlung vorangestellt sind zwei kurze Texte, auf die im Verlauf des Romans immer wieder zurückgegriffen wird:
1. Eine Dick und Jane-Geschichte (Das ist das Haus…) nach dem Vorbild einer US-Lesefibel-Reihe. Einzelne Sätze des Textes kehren als Kapitel-Überschriften wieder.
2. Claudia, die Erzählerin der Rahmenhandlung, gibt einen Ausblick auf das Ende der Handlung im Herbst 1941: Die zwölfjährige Pecola war von ihrem Vater schwanger. Das Kind starb und auch der Vater ist tot. Claudia und ihre Schwester, die zehnjährige Frieda, haben Schuldgefühle, weil ihre Hoffnung, mit dem Säen von Ringelblumen die glückliche Geburt des Kindes herbeizaubern zu können, sich nicht erfüllt hat, denn die Samen gingen nicht auf.

### Herbst

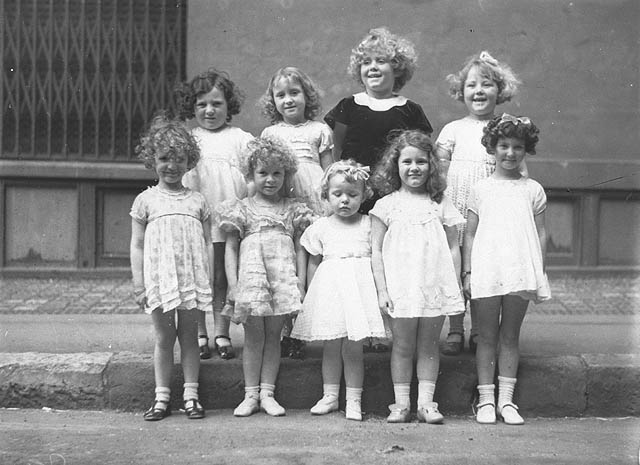
Shirley Temple Doppelgängerinnen, Newtown, 2 October 1934

Im Herbst 1940 wird die elfjährige Pecola für einige Tage von Claudia Mac Teers Eltern in ihr Haus aufgenommen, weil die Familie obdachlos geworden ist, nachdem Mr. Breedlove das Haus in Brand zu setzen versuchte und kurze Zeit im Gefängnis sitzt. Mrs. Breedlove ist bei ihren Arbeitgebern und der vierzehnjährige Sammy bei einer anderen Familie untergekommen. Bei den Mac Teers bekommt Pecola ihre erste „Ministration“ und fragt entsetzt die Schwestern, ob sie jetzt sterben müsse. Sie ist in Sexual- und Frauenfragen uninformiert. Frieda erklärt ihr, dass sie jetzt ein Baby bekommen kann, wenn sie jemand liebe. Sie fragt darauf: „[W]ie bringt man jemand dazu, einen zu lieben?“ Die Mädchen unterhalten sich auch über ihren Alltag, die Eltern und Nachbarn, die Spiele, über den blonden Kinderstar Shirley Temple und gewähren dadurch einen Einblick in ihre Lebensvorstellungen und ihre Beurteilung der Umwelt.
Claudia reflektiert, ihre Erinnerungen kommentierend, über ihre damalige Situation als Kind und erzählt von ihrer blauäugigen Babypuppe, die sie als Weihnachtsgeschenk erhielt, und mit der sie nichts anfangen konnte. Sie wünschte sich vielmehr Geborgenheit und Wärme von „Big Mama“. Sie zerlegte die weiße Puppe und übertrug diesen Impuls auf kleine weiße Mädchen: „Herauszufinden, was mir entging: das Geheimnis des Zaubers, den sie auf andere ausübten. Was bewog die Leute, sie anzusehen und ‚Ahhh!‘ zu sagen, aber nicht zu mir.“ Später wandelte sich der „echte  Sadismus zu künstlichem Hass, zu betrügerischer Liebe“ und sie lernte, Shirley Temple anzubeten wie damals Pecola und Frieda.

### Dies ist das Haus. Es ist grün und weiß. Es hat eine rote Tür. Es ist sehr hübsch. Hübsch hübsch hü
Die frühere Nutzung der Breedlove-Wohnung in einem Eckhaus am Broadway und der Thirty-fifthStreet spiegelt die Veränderung des Viertels und den schnellen Wechsel seiner Bewohner: Operationsbasis einer Zigeunergruppe, die in dem großen Fenster ihre geschmückten Frauen zeigte, Immobilienbüro, Bäckerei, Pizzastube und Treffpunkt junger Burschen. Jetzt wohnt in dem mit Hartfaserplatten notdürftig in zwei Zimmer unterteilten ehemaligen Laden die arme schwarze Familie, und darüber logieren drei schwarze Prostituierte.

### Dies ist die Familie. Mutter, Vater, Dick und Jane wohnen in dem grünweißen Haus. Sie sind glück
Die Breedloves „wohnten dort, weil sie arm und schwarz waren, und sie blieben dort, weil sie sich für hässlich hielten. […] Niemand hätte sie davon überzeugen können, dass sie nicht unrettbar und abstoßend hässlich seien. […] Sie fanden es sogar an jeder Plakatwand, in jedem Film bestätigt. […] Mrs. Breedlove benutzte ihre Hässlichkeit wie ein Schauspieler ein Requisit: als Ausdruck ihres Wesens, als Stütze für eine Rolle, die sie häufig für die ihre hielt – Martyrium. [Der vierzehnjährige] Sammy gebrauchte sie als Waffe, um anderen Schmerz zuzufügen. […] Und Pecola. Sie versteckte sich dahinter.“  Mr. Breedlove reagiert mit Trunksucht und Dickköpfigkeit. Und dies ist eine ständige Quelle des Streites und der Schlägereien zwischen den Eltern. Sammy riss mehrmals von zu Hause aus. Pecola leidet an Brechreiz und Magenkrämpfen und wünscht sich abwechselnd den Tod der Eltern oder ihren eigenen. Sie würde sich am liebsten verschwinden lassen, Stück für Stück, bis auf die Augen, von denen sie sich wünscht, dass sie anders wären, blau wie die von Alice und Jerry.
Zwei typische Situationen zeigen Pecolas Situation: Sie will billiges Zuckerzeug in Mr. Yacobowskis Gemüse-, Fleisch,- und Gemischtwarenladenhandlung kaufen und freut sich auf die Leckereien. Der fünfzigjährige weiße Emigrant reagiert ungeduldig auf ihre schüchternen Versuche, ihm die gewünschten „Mary Janes“ in der Vitrine zu zeigen. Er schaut sie kaum an und zögert, ihre Hand zu berühren, die ihm die Pennys hinhält. „Draußen fühlt Pecola eine unerklärliche Scham verebben.“ Ihre mangelnde Information über sexuelle Vorgänge zeigt sie beim Besuch in der Wohnung der „[d]rei Huren über der Ladenwohnung der Breedloves. China, Poland und Miss Marie. Pecola liebte sie, besuchte sie und machte Botengänge für sie. Sie wiederum verachteten sie nicht.“ In ihrer kindlichen Naivität versteht sie die ironisch-spaßigen Antworten auf ihre offenherzigen Fragen nach den vielen Freunden der Frauen und die schlüpfrigen Anspielungen nicht. Die Prostituierten verschleiern zwar dem Mädchen gegenüber ihren Beruf, doch „der Schutz jugendlicher Unschuld lag ihnen nicht am Herzen. Ihre eigene Jugend erschien ihnen rückblickend als eine Zeit der Unwissenheit, aus der sie bedauerlicherweise nicht mehr gemacht hatten. […] Wenn Pecola die Absicht geäußert hätte, ebenso zu leben wie sie, so hätten sie nicht versucht, sie davon abzubringen oder zu warnen.“

### Winter
In diesem Kapitel erzählt Claudia von der Schule und der Rangordnung der Schülerinnen und Schüler. Als die dunkelhäutige, modisch gekleidete Maureen Peal neu in die Klasse kommt, wird sie zugleich zum Mittelpunkt der Mädchen, sogar die weißen Kinder akzeptieren sie bei der Gruppenarbeit und haben Respekt vor ihr, zumal sie als gut informiert in Frauenfragen auftritt. Sie hält sich zuerst zurück, als Pecola auf dem gemeinsamen Nachhauseweg von einer schwarzen Jungenbande als „Schwarze Maa“ verspottet wird. Nachdem Frieda und Claudia eingreifen und die Jungs zum Rückzug zwingen, kümmert sich Maureen freundlich um Pecola und lädt sie zum Eis ein. Die sich zurückgesetzt fühlenden Schwestern, denen die Rechthaberei und Dominanz Maureens schon vorher missfallen hat, geraten bald darauf in einen Streit mit ihr, sie flieht auf die andere Straßenseite und ruft: „Ich bin niedlich! Und ihr seid hässlich! Schwarze und hässliche schwarze Maa. Ich bin niedlich.“ Zuhause angekommen, schenkt ihnen ihr Mieter Mr. Henry Geld für Eis, um sich vor ihren Beobachtungen zu beschützen. Doch bei der schnellen Rückkehr vom Süßwarenladen entdecken sie, dass er zwei Prostituierte, China und Maginotlinie, auf seinem Zimmer hatte.

### Da ist die Katze. Sie macht miau-miau. Komm und spiel. Komm und spiel mit Jane. Das Kätzchen will nicht spielen spielen spie
Dieses Kapitel handelt von der an die Normen der weißen Gesellschaft perfekt angepassten, mit dem reichen Louis verheirateten, hübschen milchbraunen Geraldine. Während sie ihren Sohn Louis Junior emotional vernachlässigt und auf weiße Verhaltensweisen diszipliniert, gilt ihre Liebe der Katze. Junior reagiert darauf aggressiv und ärgert v. a. Mädchen. Eines Tages lockt er die zufällig vorbei gehende Pecola zum Spielen ins schöne Haus, wirft dann mit der Katze nach ihr, die ihr das Gesicht verkratzt, das Kleid zerreißt und sich beim Fall verletzt. Als seine Mutter dazu kommt, schiebt er die Schuld auf das Mädchen. Geraldine ist über das schmutzige Kleid und die verfilzten Haare Pecolas entsetzt und weist sie aus dem Haus: „«Du scheußliches, kleines schwarzes Dreckstück» […] Draußen blies der Märzwind durch den Riss in ihrem Kleid. Mit gesenktem Kopf ging sie gegen die Kälte an.“

### Frühling
Claudia erzählt von ihrem Besuch bei Pecola. Ursache ist Friedas Belästigung durch den Mieter Mr. Henry, der ihre Brüste angefasst und dafür von Mr. Mac Teer verprügelt wurde. Nun fürchtet Frieda, dass sie wie die Prostituierten „ruiniert“ sei und dick werde. Dagegen könnte Whisky helfen, den sie in Pecolas Haushalt vermuten, weil der Vater Alkoholiker ist. Deshalb machen sie sich auf den Weg, zuerst zum grauen Gebäude am Broadway, dann, weil die Freundin nicht zu Hause ist, zum weißen, am See gelegenen Haus der Fishers, bei denen Pecolas Mutter arbeitet. Beide Orte sind typisch für den Kontrast zwischen dem Leben der Weißen und der Schwarzen. Während Pecola in einem ehemaligen Laden und unter der Wohnung von drei Prostituierten haust und die schmutzige Wäsche der Fishers mit dem Handwagen zum Waschen transportiert, wird das kleine weiße Mädchen von Pecolas Mutter im schönen Ambiente versorgt und verwöhnt.

### Da ist Mutter. Mutter ist sehr nett. Mutter, willst du mit Jane spielen? Mutter lacht. Lach, Mutter lach
Die Familiengeschichte Pauline Williams, Pecolas Mutter, mit eingeblendeten Erinnerungen in Ich-Form, beginnt in Alabama, wo sie sich als Zweijährige durch eine Fußverletzung eine leichte Gehbehinderung zuzog und dadurch von den Eltern Ada und Fowler schonend behandelt wurde. Nach dem Ersten Weltkrieg zog die Familie wegen besserer Arbeitsmöglichkeiten nach Kentucky. Da die Mutter eine Anstellung als Köchin annahm, führte Pauline den kinderreichen Haushalt und träumte bei den Kirchengesängen von der Liebe zu einem Mann, die sie meinte mit dem aus der Fremde aufgetauchten Cholly Breedlove gefunden zu haben. Die beiden zogen nach Lorain, wo Cholly in einer Stahlfabrik arbeitete. Sie verstanden sich anfangs gut und Pauline war glücklich, doch in der weniger homogenen Gesellschaft und der täglichen Konfrontation mit den Maßstäben der Weißen und angepassten Schwarzen fühlte sie sich zunehmend einsam, und ihr Mann konnte oder wollte dieses Defizit nicht ausgleichen. Sie wurde unzufrieden und nahm eine Stelle als Hausmädchen bei den hellen, feinen und warmherzigen Fishers mit ihrem kleinen gelbhaarigen Mädchen an. „Hier fand sie Schönheit, Ordnung und Sauberkeit und Lob.“ Sie suchte ihre Traumbilder von absoluter Schönheit im Kino und kehrte in die Kirche zurück. Täglich erlebte sie die unterschiedliche Behandlung weißer und schwarzer Frauen, auch im Kreißsaal bei der Geburt, wo die Ärzte bei einer schwarzen Frau eine leichtere Geburt mit weniger Schmerzen erwarteten und ihr deshalb weniger zusprachen und halfen. Gleichzeitig steigerten sich die Spannungen mit ihrem Mann und führten immer häufiger zu verbalen und tätlichen Auseinandersetzungen. Manchmal denkt sie zurück an die glückliche Zeit und an einen sie erfüllenden sexuellen Akt, von dem sie ausführlich erzählt.

### Da ist Vater. Er ist groß und stark. Vater, willst du mit Jane spielen? Vater lächelt. Lächle, Vater lächle
Pecolas Vater, Charles (Cholly) Breedlove, wiederholt bei seinen Kindern die eigene traumatisierte Kindheit. Er wuchs ohne Eltern in Georgia bei seiner Großtante Jimmy auf. Sein Vater Samson Fuller verschwand vor seiner Geburt. Die Mutter setzte das Baby aus und tauchte anschließend unter. Nach der Schulzeit wurde er Gehilfe in einer Futter- und Getreidehandlung. Am Tag der Beerdigung Jimmys hatte der Vierzehnjährige einen demütigenden Sexualakt mit Darlene, einem Mädchen aus der Trauergesellschaft. Er fürchtete, sie könnte schwanger sein, riss aus und schlug sich als Wanderarbeiter durch auf der Suche nach seinem Vater in Macon. Dieser ließ ihn bei seinem Annäherungsversuch gar nicht zu Wort kommen und wandte sich von ihm ab. So zog Cholly weiter und lernte in Kentucky Pauline Williams kennen. Sie heirateten und zogen nach Lorain. Zunehmend ließ die Zuneigung der beiden nach, sie schlugen sich und er wurde Alkoholiker. Pauline musste als Hausmädchen die Familie unterhalten. Chollys Desinteresse an seiner Frau übertrug sich auch auf die beiden Kinder Sammy und Pecola. Wie er selbst in seiner Jugend erfahren hatte, konnte er keine väterliche Beziehung zu Kindern entwickeln. Nachdem er betrunken das Haus anstecken wollte, wurde er verhaftet. Nach seiner Rückkehr zur Familie verschlimmert sich die Situation noch mehr. Eines Tages kommt er betrunken in die Küche und missbraucht die elfjährige Tochter. Pauline glaubt nicht der Aussage Pecolas und bald darauf wiederholt sich der sexuelle Übergriff.

### Da ist der Hund. Wauwau macht der Hund. Willst du mit Jane spielen? Sieh wie der Hund läuft
Um blaue Augen zu bekommen, besucht Pecola den Gesundbeter Micah Elihue Whitcomb. Er wird als ein Misanthrop beschrieben, der alle fleischlichen Berührungen hasst, abgesehen von den Brustwarzen junger Mädchen. Er ist von einer Insel der Großen Antillen eingewandert und hat multiethnische Wurzeln. Nach mehreren Ausbildungsversuchen in Psychiatrie, Soziologie, Physiotherapie wurde er Gastprediger, Empfangschef in einem Hotel und Vertreter. Wegen seiner mit Seifenschaum behandelten lockigen Haare und weil er sich als Priester ausgibt, nennt man ihn in Lorain „Seifkopfpastor“. Sein Geld verdient er als betrügerischer Ratgeber in alle Problemen, Traumdeuter und Gesundbeter. In der Hoffnung auf ein Wunder kommt die inzwischen zwölfjährige und schwangere Pecola in seine Praxis und bittet um blaue Augen. Er verspricht ihr, dass der Wunsch in Erfüllung geht, wenn ein Opfer gebracht wird, d. h. wenn sie den ihm verhassten Hund seiner Hauswirtin füttere und sich das Tier danach merkwürdig verhalte. Dies geschieht, weil er das Fleischstück vergiftet hat und das Tier Zuckungen bekommt und umfällt. Pecola glaubt an ein Zeichen und geht voller Hoffnung nach Hause. Micah schreibt nach der Tat in einem Brief an Gott, er habe an seiner Stelle ein Wunder vollbracht und Augen verwandelt: „Ich habe getan, was Du nicht getan hast, nicht tun konntest, nicht tun wolltest: Ich habe dieses hässliche schwarze Mädchen angesehen, und ich habe sie geliebt. Ich habe Dich gespielt. Und ich habe es sehr gut gemacht!“

### Sommer
Claudia und Frieda verkaufen in der Stadt Samenpäckchen, um für ein neues Fahrrad zu sparen. Dabei hören sie, wie sich die Leute über Pecolas Schwangerschaft und die Tat ihres „gemeinen“ Vaters, dieses „dreckigen Nigger[s]“, unterhalten, der aus der Stadt verschwunden ist. Das Mädchen, meinen viele, müsste aus der Schule genommen werden, und das Beste wäre, wenn das Kind nicht überlebe. Die Schwestern dagegen hoffen, dass es am Leben bleibt und sie wollen Pecola und ihr Baby mit ihren Ersparnissen, der Aussaat von Blumensamen und Zaubersprüchen unterstützen.

### Sieh nur, sieh. Da kommt eine Freundin. Die Freundin wird mit Jane spielen. Sie werden ein schönes Spiel spielen. Spiel, Jane, sp
Pecola führt in einer Art Persönlichkeitsspaltung ein Selbstgespräch mit ihrem blauäugigen Spiegelbild. Sie hat sich in ihre Traumwelt zurückgezogen, erinnert sich aber an Ereignisse der Vergangenheit: Sammy und Cholly sind nicht mehr da. Sie weiß von den sexuellen Übergriffen ihres Vaters, weicht aber den gezielten Fragen ihres Alter Ego aus und gibt nur zögernd ihre ambivalenten Gefühle beim zweiten Missbrauch des Vaters zu. Sie hat ihrer Mutter den ersten Vorfall erzählt, diese hat ihr aber nicht geglaubt. Mit „Mr. Seifkopfs“ Zauberei ist sie nicht ganz zufrieden, ihre Augen seien nicht blau genug, sie möchte die blauesten Augen auf der ganzen Welt haben.

### So war das
Claudia fasst die Situation der nächsten Jahre zusammen: Cholly ist im Arbeitshaus gestorben. Pecola wohnt mit ihrer Mutter, die immer noch als Hausmädchen arbeitet, in einem kleinen Haus am Stadtrand. Sie ist total geschädigt und läuft mit Zuckungen und wilden, vogelähnlichen Armbewegungen, verkrümmt ziellos auf und ab. Die Erzählerin kommentiert diese tragische Entwicklung: „Sie jedoch trat hinüber in den Wahnsinn […] der sie vor uns schützte, einfach weil er uns letzten Endes langweilte. Oh, manche von uns ‹‹liebten›› sie. [… ] Und Cholly liebte sie. […] Jedenfalls war er derjenige, der sie genug liebte, um sie zu berühren, zu umarmen, ihr etwas von sich zu geben. Aber seine Berührung war verhängnisvoll, und was er ihr gab, füllte den Mutterboden ihrer Qual mit Tod. […] Allein der Liebende besitzt sein Liebesgeschenk. Der Geliebte ist geschoren, neutralisiert, erfroren im grellen Licht des inneren Auges des Liebenden.“ Claudia schließt, an den Vortext anknüpfend, ihre Betrachtung mit einer Gesellschaftskritik: „Dieser Boden ist schlecht für gewisse Blumensorten. Gewisse Samen ernährt er nicht, gewisse Frucht will er nicht tragen, und wenn der Boden aus eigenem Willen tötet, nehmen wir es hin und sagen, das Opfer habe kein Recht auf Leben gehabt. Wir haben natürlich unrecht, aber das macht nichts. Es ist zu spät.“

## Rezeption
Morrisons Erstling wurde nach seiner Publikation in den Medien wenig beachtet. Das änderte sich, als der Roman auf die Universitätsleselisten einiger black-studies-Abteilungen gesetzt wurde. In der Folge setzten sich das Feuilleton und die Öffentlichkeit stärker mit Morrison auseinander, v. a. ihr Zugriff auf eine für die amerikanische Gesellschaft schwierige Thematik. So lobt der Kritiker Haskel Frankel die Autorin für ihr Talent, Szenen zu gestalten, die das Beste eines Schriftstellers verlangen. Entscheidend für die folgende Rezeption war auch die äußerst positive Rezension in der New York Times im November 1970.
Neben dem brisanten Inhalt wurde auch die Sprache der Figuren fokussiert, die mit der üblicher Romane aus dieser Zeit brach. Einerseits wurde positiv bewertet, dass dieser neue Stil die Sprache der schwarzen Subkultur in den 1940er aufgreift und ein breiteres Publikum anspricht. In diesem Sinn schrieb die afro-amerikanische Kritikerin, Bürgerrechtlerin und Schauspielerin Ruby Dee: „Toni Morrison hat nicht wirklich eine Geschichte geschrieben, sondern eine Reihe schmerzlich genauer Eindrücke.“ Besonders hervorgehoben werden die Darstellung von Pecolas Weg in den Wahnsinn und die verzerrte Wahrnehmung ihres Vaters. Andere Kritiker sahen die Sprache als zu einfach für den Leser an oder äußerten sich negativ über Darstellung der schwarzen Frau als Objekt in der Gesellschaft mit wenig individuellen Zügen.
Kontrovers verlief die Diskussion über die Frage, ob die Lektüre für Kinder und Jugendliche geeignet ist. Es gab viele Beschwerden von Eltern und Forderungen in der USA, den Roman von den Leselisten zu streichen und aus den Bibliotheken zu entfernen. Beispielsweise wurde im März 1999 The Bluest Eye nach mehreren Beschwerden von Eltern über den Inhalt des Buches aus dem Sprachkunstprogramm der „Baker High School“ in Baker City, Oregon, herausgenommen. 1999 lehnten Eltern von Schülern der „Stevens High School“ in Claremont, New Hampshire, die Lektüre des Buches in unteren Klassenstufen ab. Umstritten waren vor allem die Darstellung der Sexualszenen zwischen Cholly Breedlove und seiner Frau bzw. seiner Tochter, die pädophilen Handlungen Whitcombs an jungen Mädchen sowie die Gespräche der Prostituierten über ihr Geschäft. Als Folge dieser öffentlichen Auseinandersetzungen steht The Bluest Eye auf Platz 15 der America Library Association-Liste, welche die 100 am meisten umstrittenen Romane des letzten Jahrzehnts aufführt. 2006 landete der Roman auf dem fünften Platz der Liste, 2013 auf dem zweiten, 2014 auf dem vierten. Als Gründe nennt die ALA „beleidigende Sprache, detaillierte Sex- und Gewaltdarstellungen, ungeeignet für Schülergruppen“. Im Jahr 2021 wurde das Buch in den USA aufgrund seines sexuellen Inhalts und der Darstellung von Kindesmissbrauchs aus dem Lehrplan des Colton Joint Unified School District in Kalifornien entfernt. Mehrere Eltern hatten sich über die Darstellung von sexueller Gewalt und Kindesmissbrauch in dem Roman beschwert, was zur Entscheidung führte, das Buch aus dem Pflicht- und Wahlleselisten des Englischunterrichts während des Black History Month zu streichen. Trotz der Entfernung aus dem Lehrplan blieb das Buch in den Schulbibliotheken verfügbar. Die Entscheidung löste jedoch Gegenwehr von anderen Eltern und nationale mediale Aufmerksamkeit aus. Infolge dieser Reaktionen nahm der Schulvorstand seine Entscheidung zurück und setzte The Bluest Eyes wieder auf die Leselisten. Zusätzlich wurden fünf weitere Bücher in das Curriculum aufgenommen. Um zukünftige Kontroversen zu vermeiden, überarbeitete das Buchauswahlkomitee seine Auswahlprozesse. Es wurde mehr Elternbeteiligung sichergestellt, der Abmeldeprozess verbessert und eine größere Vielfalt an Autoren in die Leselisten aufgenommen. Im Jahr 2022 setzte der Schulbezirk (MO) R-IV in Wentzville einen Ausschuss ein, um die Anfechtung von The Bluest Eyes zu prüfen. Die Empfehlungen des Ausschusses wurden ignoriert, und die ausschließlich weiße Schulbehörde beschloss, das Buch zu verbieten. Das Schuljahr 2022–23 war durch eine Eskalation von Buchverboten und Zensur in Klassenzimmern und Schulbibliotheken in den Vereinigten Staaten gekennzeichnet. Auch The Bluest Eyes wurde im Jahre 2023 erneut verboten, aufgrund von Darstellungen sexuellen Missbrauchs und EDI-Inhalten (Equity, Diversity, and Inclusion). Am 25. Oktober wies der Chief Academic Officer der Broward County Schools in Florida alle Schulleiter des Bezirks an, elf Titel aus ihren Schulbibliotheken zu entfernen. Der Grund dafür war die Beschwerde von Mitgliedern der Organisation Moms for Liberty, die behaupteten, die Bücher würden gegen das staatliche Gesetz über die elterlichen Rechte in der Bildung verstoßen. Unter den entfernten Titeln befanden sich Bilderbücher, Sexualerziehungs-Materialien und Romane für den A.P.-Englischunterricht. Dieses Schuljahr zeigte auch die Auswirkungen neuer staatlicher Gesetze, die Ideen und Materialien in öffentlichen Schulen zensieren und eine Erweiterung der Buchverbotsbewegung, die 2021 von lokalen Bürgern und Interessengruppen initiiert wurde. Breite Bemühungen, bestimmte Bücher als „schädlich“ und „explizit“ zu kennzeichnen, erweitern die Art der Inhalte, die in Schulen unterdrückt werden sollen.
An vielen Schulen wurden die Klagen einzelner Eltern abgelehnt oder abgemildert, indem man sich auf eine höhere Altersstufe und auf die Mitwirkung der Eltern bei der Klassenlektüreauswahl einigte. In der Regel durfte der Roman in den Büchereien bleiben und ausgeliehen werden. Trotz anfänglicher Kontroversen wurde The Bluest Eyes als Teil von Morrisons Gesamtwerk anerkannt, als sie 1993, mehr als 20 Jahren nach der Veröffentlichung des ersten Romans, den Nobelpreis erhielt.
In der deutschen Literaturkritik der letzten Jahre wird Sehr blaue Augen als Einstieg der Autorin in ihre Rassen-Thematik, für die sie den Literaturnobelpreis erhielt, gewürdigt. Die Darstellung sexueller Handlungen in Romanen und die Einbeziehung schichtenspezifischer Sprachmuster gelten inzwischen nicht mehr als Tabubrüche, zumal die Grenzen zwischen Trivial- und Hochliteratur durchlässig geworden sind. Vielmehr lobt man jetzt die hoch verdichtete und komplexe Erzählstruktur, die besondere Ansprüche an die Aufmerksamkeit des Lesers stelle, und die Thematik des Rassenhasses, der in Selbsthass umschlägt. Der Aspekt des verinnerlichten Rassismus steht bei den meisten Rezensionen im Zentrum: Toni Morrison behandele die Rassenbeziehungen auf allen Ebenen, und sie beginne beim verinnerlichten Trauma, dem Wunsch nach blauen Augen, um dem von Weißen vorgegebenen Schönheitsideal zu entsprechen. Damit halte die Autorin Amerika den schwarzen Spiegel vor. Mit ihrem Erstling habe sie Türen aufgestoßen und neue Dimensionen erschlossen. Hervorgehoben wird auch die Zurückhaltung der Autorin, wie sie es selbst in einem Interview 1998 betont: „Das Eigenartige, das Rätselhafte ist, dass ich eigentlich nicht spreche in meinen Büchern. Ich will niemanden belehren, niemandem predigen, weder Hass noch Liebe. Ich will erzählen.“ Dies sei ihr in Sehr blaue Augen so gut gelungen, dass es den Leser nachhaltig irritiert. Pecolas Vater sei auf den ersten Blick einfach nur ein Monster, der seine kleine Tochter missbraucht. Dann aber wechsele Morrison die Perspektive und erzähle aus seiner Sicht. Und plötzlich werde dieses Monster für den Leser zum Menschen.

## Ausgaben
The Bluest Eye. Holt, Rinehart and Winston, New York 1970, ISBN 978-0-375-41155-7
- Sehr blaue Augen. Deutsch von Susanna Rademacher. Rowohlt, Reinbek 1979, ISBN 3-499-22854-8
- Sehr blaue Augen. Neuübersetzung von Tanja Handels, Nachwort von Alice Hasters. Rowohlt, Hamburg 2023, ISBN 978-3-498-00367-8.

## Adaptionen
- In den USA wurde der Roman für die Bühne umgearbeitet und von verschiedenen Theatern aufgeführt. Lydia R. Diamond verfasste 2005 für die Steppenwolf Theatre Company in Chicago, Illinois, eine Bühnenproduktion.[31] Im Februar 2005 feierte das Stück in Chicago seine Weltpremiere[32] und im November 2006 im New Victory Theatre die Off-Broadway-Premiere.[33] Weitere Aufführungen folgten 2010 durch die „Phantom Projects Educational Theatre Group“ im „La Mirada Theater für darstellende Künste“ in La Mirada, Kalifornien,[34] 2017 durch das „Guthrie Theatre“ unter der Regie von Lileana Blain-Cruz.[35][36][37][38]

- Morrisons Roman diente dem Rapper Talib Kweli als Inspiration für sein Lied „Thieves in the Night“ mit Mos Def auf dem gemeinsamen „Black Star“-Album von 1998.[39]